# Makó-Újváros vasútállomás
Makó-Újváros vasútállomás egy Csongrád-Csanád vármegyei vasútállomás, melyet a MÁV üzemeltet. A személyszállítás szünetel.

## Áthaladó vasútvonalak
A vasútállomást az alábbi vasútvonalak érintik:
- Tiszatenyő–Hódmezővásárhely–Makó-vasútvonal

## Kapcsolódó állomások
A vasútállomáshoz a következő állomások vannak a legközelebb:
- Hagymás megállóhely (Tiszatenyő–Hódmezővásárhely–Makó-vasútvonal)
- Makó-Újvásártér megállóhely (Tiszatenyő–Hódmezővásárhely–Makó-vasútvonal)

## Forgalom
A vasútállomáson és a rajta áthaladó vasútvonal egy szakaszán a személyszállítás 2009. december 13-a óta szünetel.
Bővebben: 2009-es magyarországi vasútbezárások

## Megközelítése
A vasútállomás Makó északkeleti részén helyezkedik el, közúti megközelítését csak önkormányzati utak teszik lehetővé.